# Große Burg (Kleinbüllesheim)
Die Große Burg in Kleinbüllesheim, einem Stadtteil von Euskirchen im nordrhein-westfälischen Kreis Euskirchen, ist eine Wasserburg, die im 18. Jahrhundert errichtet wurde. Die unter Denkmalschutz stehende Burg befindet sich in der Luxemburger Straße. 

## Geschichte
Die Herrschaft Kleinbüllesheim gehörte zunächst zur Herrschaft Tomburg und kam später an das Kölner Domkapitel. Im 14. Jahrhundert war Daniel von Irnich mit dem Besitz belehnt, im 15. Jahrhundert sind die Herren von Kleinbüllesheim erwähnt. Die Große Burg kam durch Heirat im 19. Jahrhundert an die Familie der Grafen Wolff-Metternich zu Liblar, die sie noch besitzen.
1728 wurde die mittelalterliche Burg abgerissen und nach Plänen des Baumeisters Johann Conrad Schlaun ein Herrenhaus errichtet. Lothar Friedrich Adam Freiherr von Bourscheidt, kurkölnischer Kammerherr, war der Auftraggeber.

## Architektur
Die Anlage mit einer Wasserumwehrung besteht aus dem spätgotischen Torbau, den Wirtschaftsgebäuden und dem Herrenhaus. Die aus Feldbrandziegeln gebaute Vorburg wurde nach einem Brand 1756 teilweise erneuert. 
Das Herrenhaus, ein verputzter Backsteinbau, nimmt die nordöstliche Ecke des Komplexes ein. Der dreiachsige Mittelteil verbindet die nach vorn und rückwärts heraustretenden Seitenteile. Das zweigeschossige Gebäude ist mit Mansardenschieferdächern gedeckt. Die Ecken des Gebäudes sind abgerundet, Fenster und Türen sind im Segmentbogen geschlossen. 

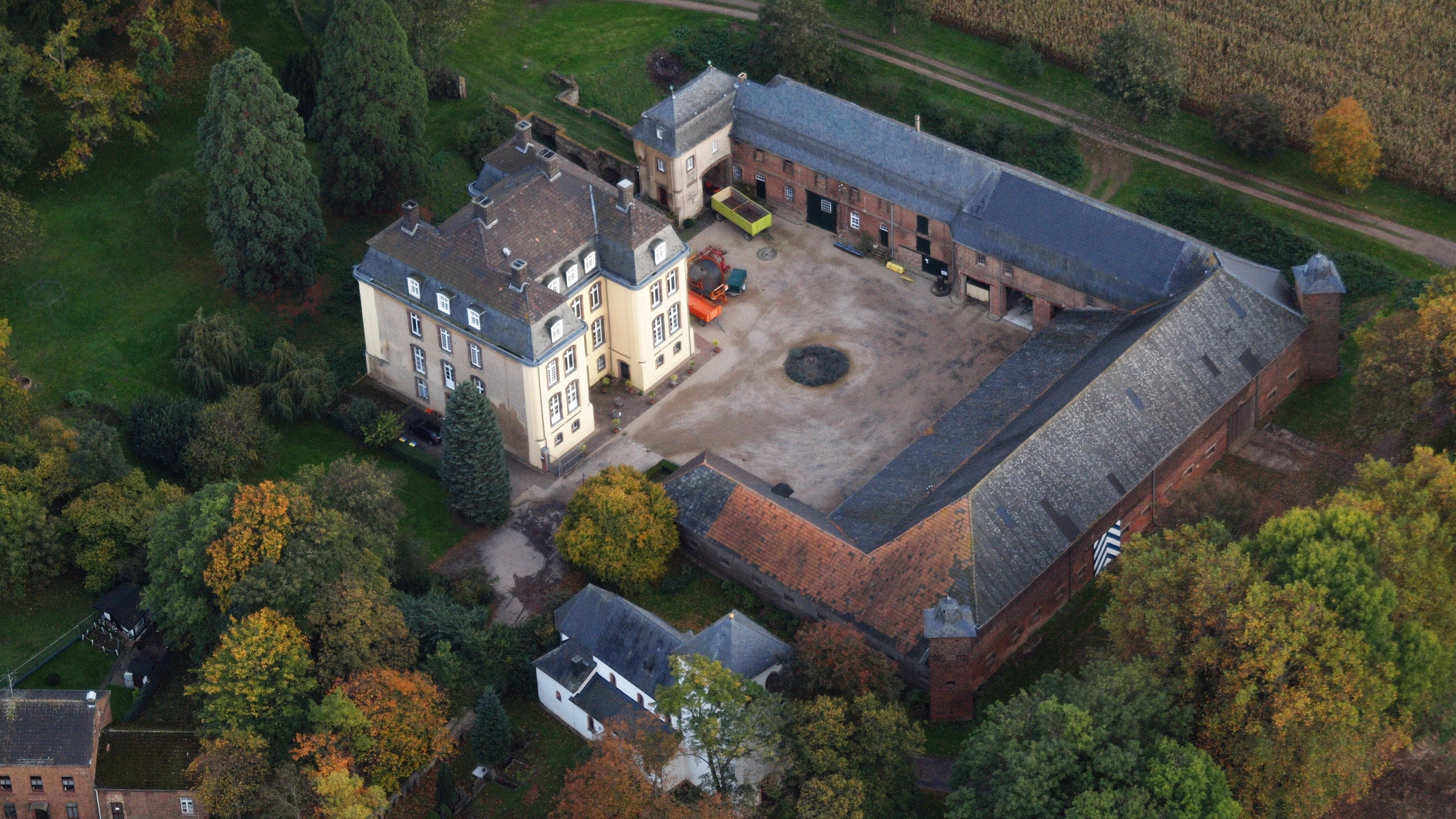
Große Burg (Kleinbüllesheim), Luftaufnahme (2014)